# Sofia Hublitz
Sofía Hublitz (Richmond, Virginia;1 de junio de 1999) es una actriz estadounidense. Sofía participa actualmente en la serie de televisión estadounidense Ozark como Charlotte Byrde.

## Primeros años
Sofía Hublitz nació en Richmond, Virginia el 1 de junio del año 1999, y a los siete años se trasladó a Nueva York. Los vínculos de Hublitz a la industria cinematográfica fue a través de su madre, quien fue directora de arte para pantalla. Debido a esto, Hublitz se familiarizó con los detrás de escenas de la producción de películas desde una temprana edad.

## Carrera
Hublitz primero apareció en televisión como concursante en MasterChef Junior en 2013. Durante esta serie, Hublitz fue vista llorando por un error en una de las tareas; Gordon Ramsay la consoló y la asistió para que rehiciera la tarea.
En 2014, a la edad de catorce, Hublitz consiguió su primer papel como actriz en dos episodios de la serie de televisión de Louis C.K. llamada Louie personificando a Danielle Hoffman, y también apareció como "Young" Sylvia en un episodio de Horacio y Pete en 2016. Desde 2017,  ha aparecido como Charlotte Byrde, hija de los protagonistas Marty y Wendy Byrde, en la serie de Netflix Ozark.